# Cantharellus minor
Cantharellus minor är en svampart som beskrevs av Peck 1872. Cantharellus minor ingår i släktet Cantharellus och familjen kantareller.   Inga underarter finns listade i Catalogue of Life.

## Källor

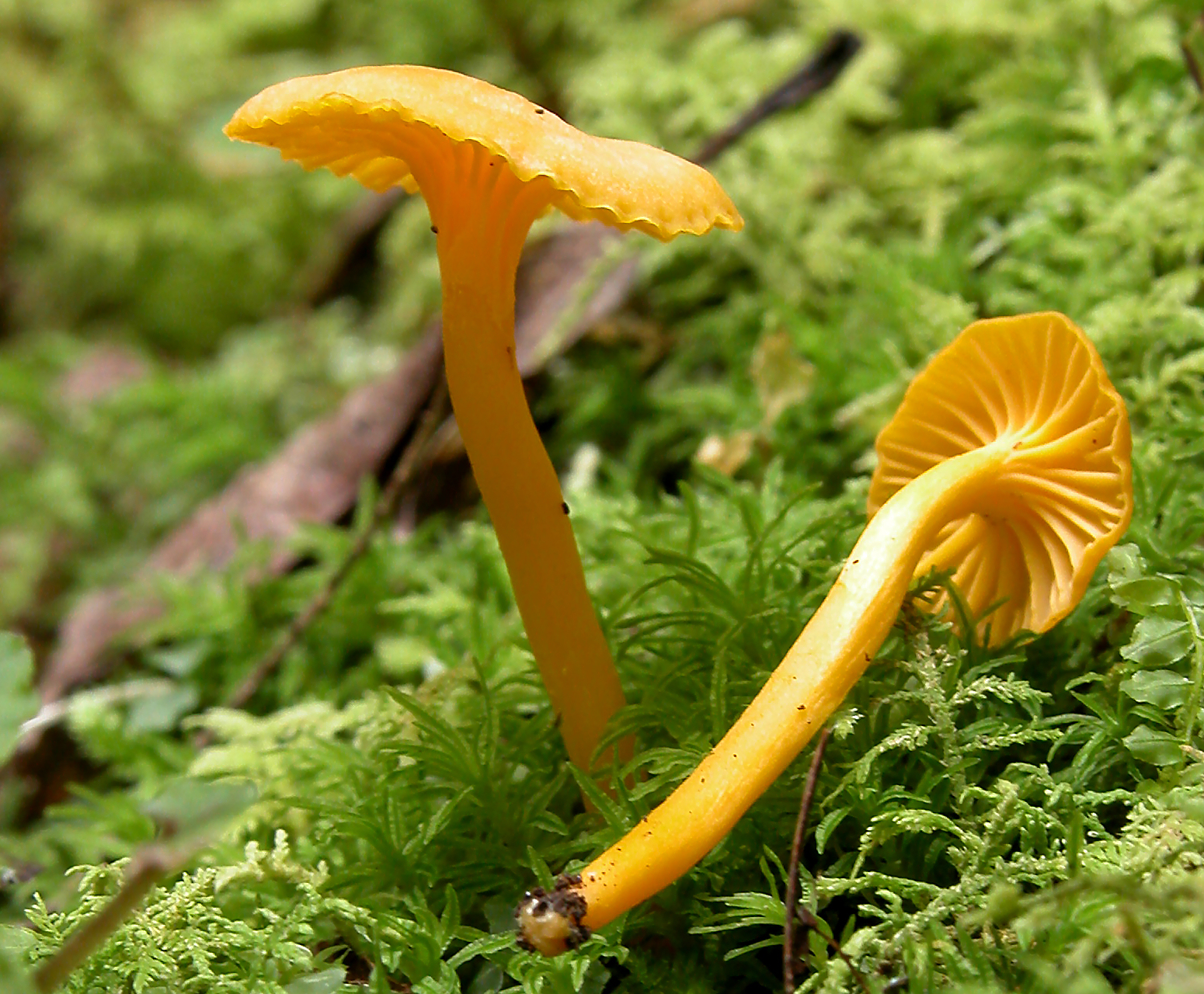
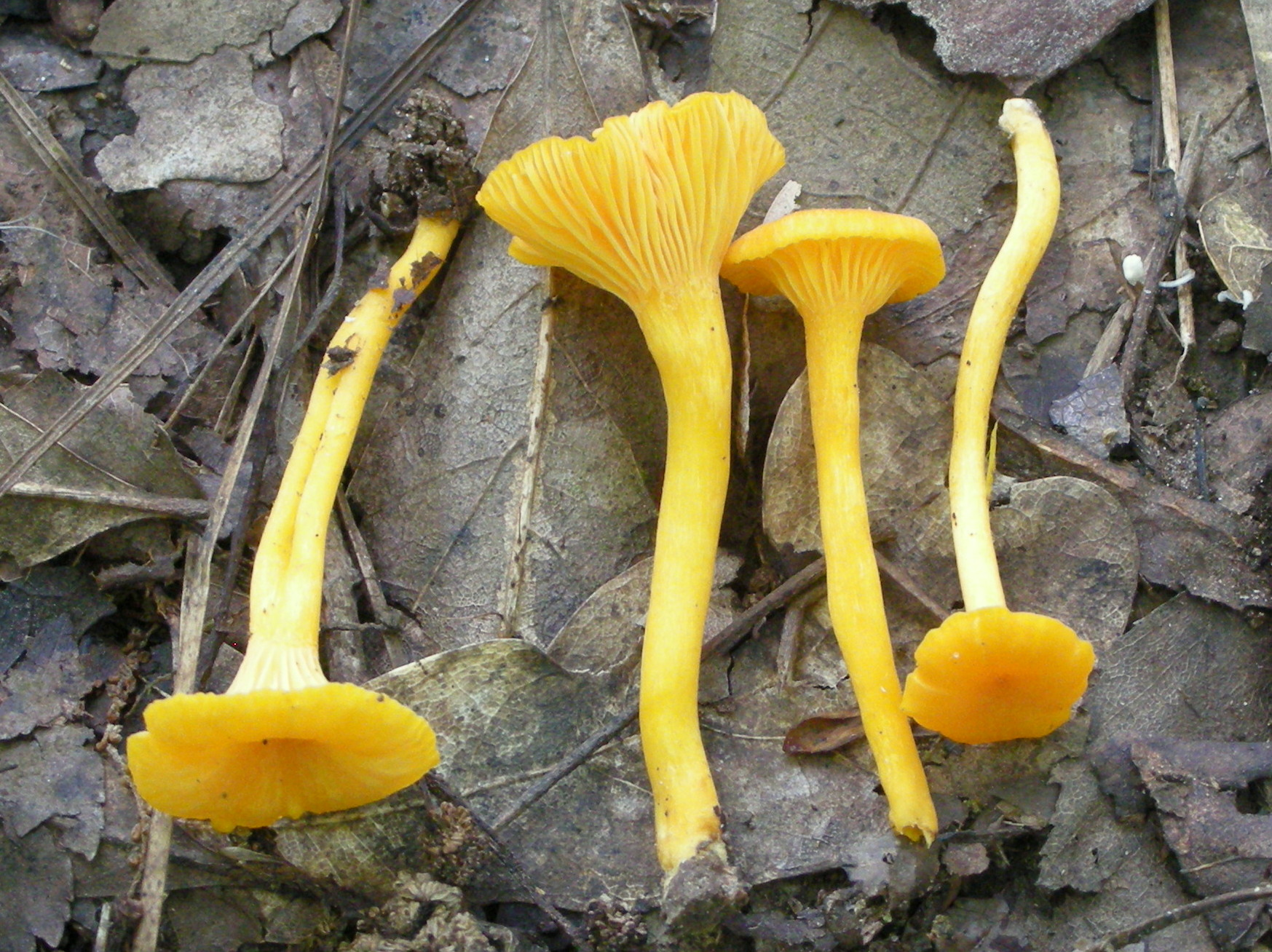
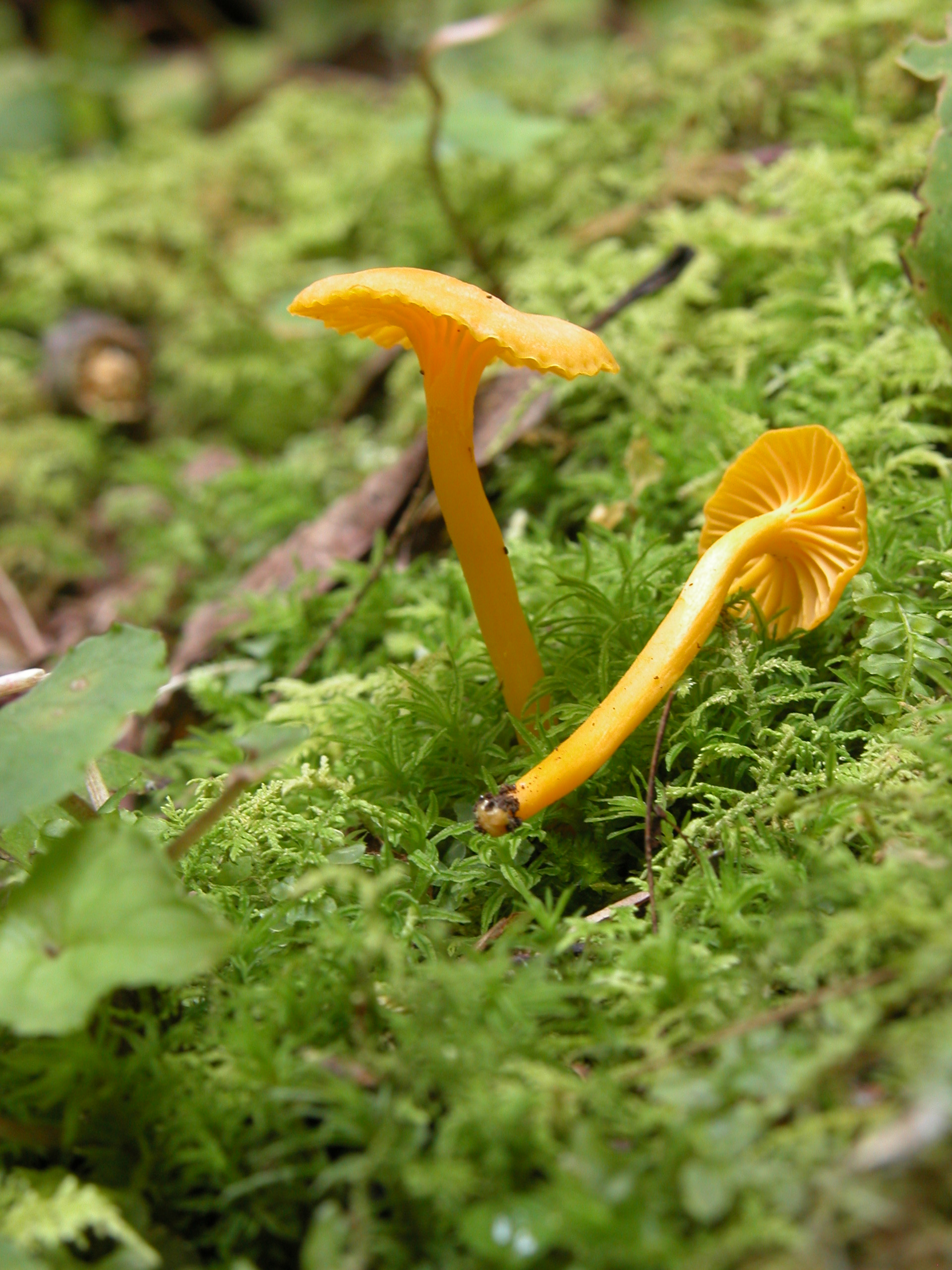
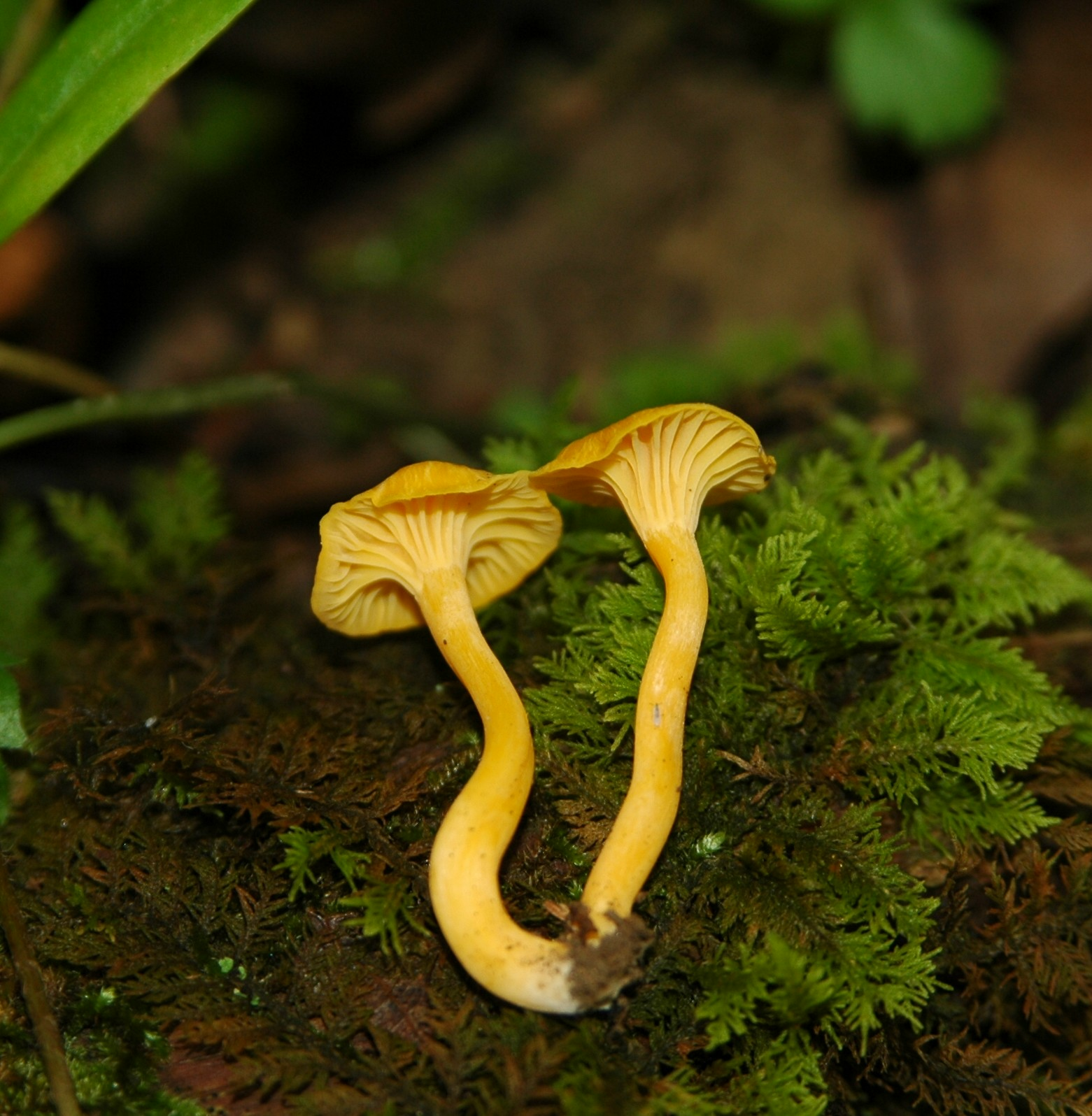